# ローズ・レスリー
ローズ・エレノア・アーバスノット＝レスリー（Rose Eleanor Arbuthnot-Leslie, 1987年2月9日 - ）は、スコットランドの女優。

## 略歴
スコットランドアバディーンで出生、15世紀から一族に伝わる住居であるリクリーヘッド城で育つ。父親はレスリー氏族のアバディーンシャー支族長セバスチャン・アーバスノット＝レスリー（Sebastian Arbuthnot-Leslie）、母親は第13代ロヴァート卿サイモン・フレーザーの曾孫であるフレーザー家のキャンディダ (キャンディ "Candy")・メアリー・シビル・レスリー (旧姓ウェルド)。彼女は5人の子供の内の3番目。また、両親はアバディーンシャーのレインに、12世紀のウォースル城を所有している。地元レインで小学校に、次にミルフィールド・スクール私立学校に通い、その後はロンドン・アカデミー・オブ・ミュージック・アンド・ドラマティック・アート(LAMDA)で2005年から2008年まで3年間を過ごして優等学位学士号の称号で卒業した。
役者としてのデビューは、2008年のテレビドキュメンタリーシリーズ『Banged Up Abroad』であった。2009年のテレビ映画『New Town』に出演して、英国アカデミースコットランド賞ベスト・アクティング・パフォーマンス – 新人賞を受賞した。2010年の9月から10月にかけてグローブ座でネル・レイショーンの劇「Bedlam」に出演した。ITVのテレビドラマ『ダウントン・アビー』の2010年のファーストシリーズにメイドのグウェン役で出演した。HBOのファンタジーテレビシリーズ『ゲーム・オブ・スローンズ』の第2シーズン（2012年）から第4シーズン (2014年)にかけて野人のイグリット役で出演。

### 私生活
2014年スコットランド独立住民投票では独立反対の立場を表明した。2015年イギリス総選挙では地元ゴードン選挙区で保守派候補の応援を行った。
2017年9月、『ゲーム・オブ・スローンズ』で共演したキット・ハリントンとの婚約を発表した
。2018年6月23日、二人は結婚式を挙げた。2021年2月16日、出産を発表した。2023年2月、ハリントンがインタビューで、レスリーが第二子を妊娠中であることを公表した。

## フィルモグラフィー

### 映画
| 年   | 邦題/原題                                        | 役名                 | 備考 | 吹き替え           |
| ---- | ------------------------------------------------ | -------------------- | ---- | ------------------ |
| 2012 | 17歳のエンディングノート Now Is Good             | フィオナ             |      | 望田ひまり         |
| 2014 | ハネムーン Honeymoon                             | ビー                 |      | （吹き替え版なし） |
| 2015 | ラスト・ウィッチ・ハンター The Last Witch Hunter | クロエ               |      | 田中杏沙           |
| 2016 | Sticky Notes                                     | Athena               |      | N/A                |
| 2016 | モーガン プロトタイプL-9 Morgan                  | エイミー・メンサー   |      | 行成とあ           |
| 2022 | ナイル殺人事件 Death on the Nile                 | ルイーズ・ブールジェ |      | 潘めぐみ           |

### テレビ
| 年         | 邦題/原題                                       | 役名                                   | 備考                                                       | 吹き替え     |
| ---------- | ----------------------------------------------- | -------------------------------------- | ---------------------------------------------------------- | ------------ |
| 2010, 2015 | ダウントン・アビー Downton Abbey                | グウェン・ドーソン（ハーディング夫人） | 第1シリーズ：メインキャスト 第6シリーズ：ゲスト 計8話出演  | 鈴木美穂     |
| 2011       | 私立探偵ジャクソン・ブロディ Case Histories     | ローラ・ワイル                         | 計2話出演                                                  |              |
| 2012       | ヴェラ 〜信念の女警部〜 Vera                    | レナ・ホルゲート                       | 第2シーズン第1話「闇を覆う炎」                             |              |
| 2012-2014  | ゲーム・オブ・スローンズ Game of Thrones        | イグリット                             | シーズン2: ゲスト シーズン3 - 4: メインキャスト 計17話出演 | 斉藤梨絵     |
| 2014       | Utopia -ユートピア- Utopia                      | 若い頃のミルナー                       | 計1話出演                                                  |              |
| 2014       | The Great Fire                                  | Sarah Farriner                         | 計4話出演                                                  | N/A          |
| 2015       | 刑事ジョン・ルーサー Luther                     | DS Emma Lane                           | 計2話出演                                                  |              |
| 2017-2019  | グッド・ファイト The Good Fight                 | マイア・リンデル                       | メインキャスト 計30話出演                                  | 鷄冠井美智子 |
| 2019       | サタデー・ナイト・ライブ Saturday Night Live    | 本人                                   | 「Kit Harington / Sara Bareilles」                         | N/A          |
| 2021-2023  | 原潜ヴィジル 水面下の陰謀 Vigil                 | カースティン・ロングエイカー巡査部長   | ミニシリーズ メインキャスト                                | 村中知       |
| 2022       | きみがぼくを見つけた日 The Time Traveler's Wife | クレア                                 | メインキャスト                                             | 白石涼子     |